# Hack and slash
Hack and slash (ou hack-and-slash, ou hack 'n' slash, em tradução direta: corta e massacra, abreviado H&S ou HnS) é um gênero de jogos eletrônicos que enfatiza ação e combate corpo-a-corpo oriundo ou até mesmo uma variação do gênero beat 'em up. Originalmente descreve um estilo de jogabilidade em RPGs de papel e caneta, e manisfestações similares em seus equivalentes eletrônicos.

## Origens
O termo Hack and slash é uma expressão comum na língua inglesa usada geralmente para se referir ao ato de fatiar multiplos objetos. Como termo de jogo têm suas raízes no RPG de "papel e caneta", como Dungeons & Dragons, denotando as campanhas de violência sem outros elementos de enredo ou objetivo significativos. O termo surgiu pelo menos já em meados dos anos 80, como consta num artigo da revista Dragon que inclui seguinte a afirmação: "há grande potencial para mais do que cortar e bater em D&D ou AD&D; há possibilidade de intriga, mistério e romance que implica ambos os sexos, ao benefício de todos os personagens em uma campanha". O artigo relata a experiência de uma jogadora de D&D que contou que "quando joga em torneios, realmente se depara com o tipo de jogador "hack and slash", mas a maior parte são adolescentes do sexo masculino. Esse tipo de jogo sugeriu que a violência descuidada feita para uma RPG unidimensional era um estilo favorecido por jogadores juvenis.

Devil May Cry (2001) um dos jogos revolucionários para este estilo de jogo.

Como gênero de video game se estabeleceu durante a 6ª geração de consoles, se frutificou e multiplicou em múltiplas plataformas, ganhando força ao longo da 7ª geração de consoles. Essa nova escola de jogos 3D de ação e combate em trouxe confrontos com grandes números de oponentes, ataques rápidos que se intercalavam, um repertório longo e variado que se estendia ao longo da campanha, boa parte disso possível devido à tecnologia de jogos mais eficiente. Conhecidos por sua jogabilidade "esmaga botões" e sendo uma grande referência para ação em terceira pessoa este estilo de jogo deu origem a séries renomadas como: Bayonetta, Devil May Cry, God of War, No More Heroes, Dynasty Warriors e Sengoku Basara.
Talvez pelo termo ter sua origem nas mesas de RPG, ele já foi usado de forma neutra para descrever uma variedade de abordagens de ritmo e progressão de personagem em RPGs eletrônicos, incluindo até mesmo jogos como Dungeon Master, ou de forma simples a descrever que o jogo tinha combate em tempo real ao invés de baseado em turnos. Em certos nichos antigos de jogos de computador ou em determinados países, hack and slash também foi usado para descrever um dos tipos diferentes de jogos de RPG de ação cuja jogabilidade enfatiza lutar em um caminho por um calabouço ("um dungeon crawl") para o propósito de desenvolvimento de personagem. Esta forma de jogabilidade é especialmente prevalente em jogos como Diablo ou Titan Quest.

## Elementos de jogabilidade

Nier: Automata aplica combates frenéticos e cheios de combos em um jogo de RPG de Ação.

O foco em um jogo de hack and slash é lutar contra grupos de oponentes. Semelhante aos seus predecessores beat em' ups de 16 bits, o jogador deve enfrentar grandes ondas de inimigos de poder inferior, muitas vezes seguidos por uma luta de Chefe. Esses jogos geralmente armam o jogador com uma arma de curto alcance no início do jogo, e vários movimentos e armas são adquiridas no percurso do jogo. Por causa do foco em armas brancas, jogos de hack and slash são conhecidos por suas temáticas fantasiosas. Se múltiplos jogadores estiverem implicados, a jogabilidade normalmente é cooperativa. Certos jogos empregam convenções de hack and slash em um conjunto maior e variado de elementos trazendo assim uma jogabilidade frenética de combate para um jogo de RPG ou Ação e Aventura.
Não apenas a velocidade do combate, mas a construções e execução de "combos" e combinação variada de ataques que diferencia este estilo de outros mais simples e diretos (The Legend of Zelda) ou mais metódicos e cadenciados (Dark Souls).
Alguns jogos de hack and slash põem o jogador contra dúzias ou centenas de inimigos ao mesmo tempo, chamado de crowd combat (combate de multidão), como nos jogos eletrônicos: Dynasty Warriors e Sengoku Basara. Este imenso número de oponentes é possível devido à tecnologia de jogos mais eficiente.
O combate de multidão não é único subgênero de hack and slash. Devido à natureza das armas, o combate contra grandes ondas de dezenas de inimigos é mais comum em jogos 3D do gênero do que em suas contra partes, contudo, não é único subgênero de hack and slash, sendo mais comum no gênero shoot 'em up, como visto em Smash TV. Um dos primeiros a incorporar isto foi Gauntlet.
Alguns jogos de gerações anteriores passaram a integrar discussões e estudos de entusiastas de jogos sobre sua categorização como Sengoku 3, Guardian Heroes, Dungeons and Dragons: Shadow Over Mistara muitas vezes retroativamente categorizados como parte do gênero. No entanto, anacronicamente e até erroneamente certos pilares dos beat em ups 2D de 16 bits como Golden Axe, Knights of the Round e Teenage Mutant Ninja Turtles por vezes passaram a ser chamados de "hack and slash", por seus personagens lutarem com armas brancas.